# Вітрук Володимир Васильович

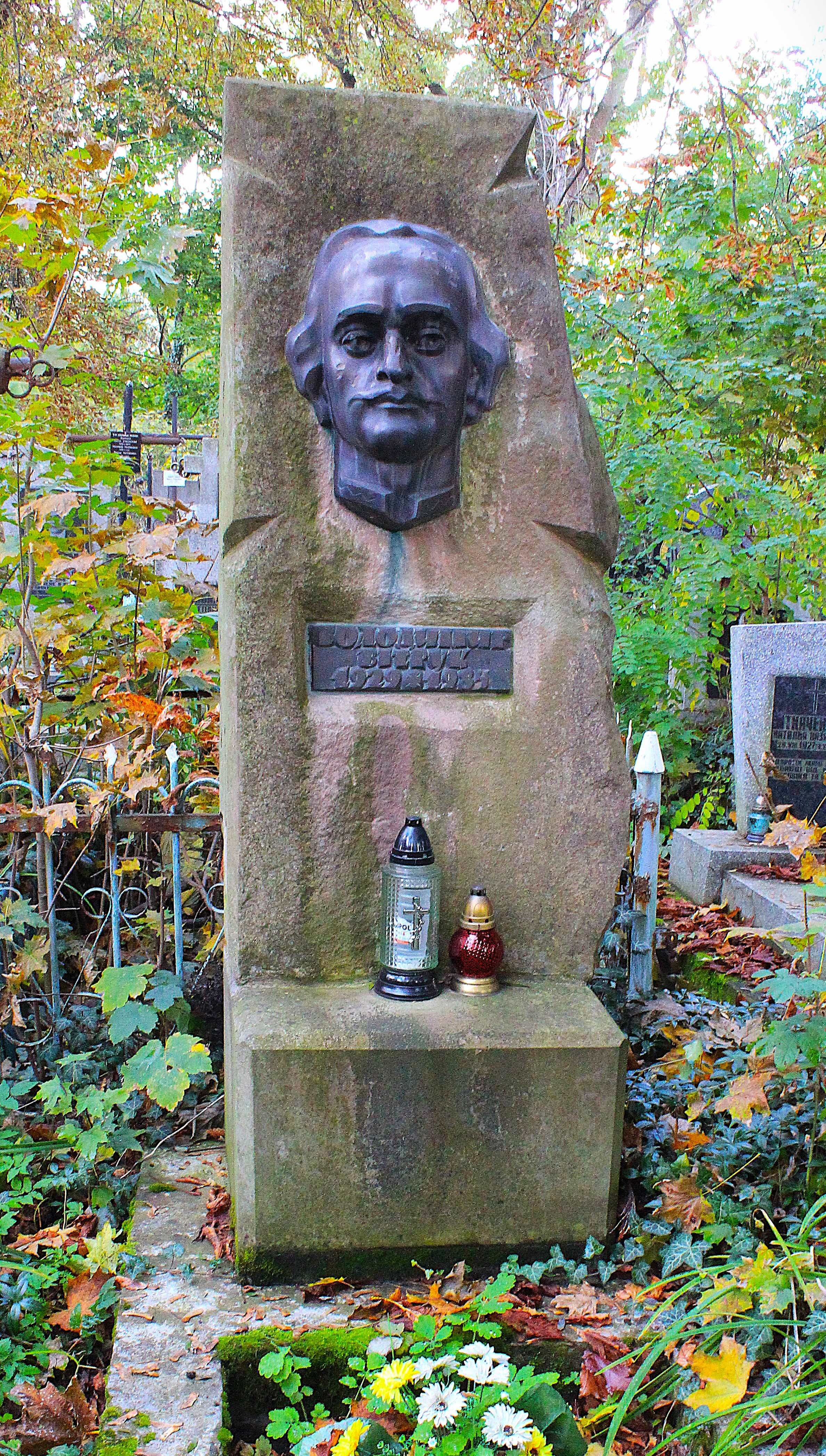
Пам'ятник на могилі мистецтвознавця Володимира Вітрука.

Володимир Васильович Вітрук (21 липня 1929, м-ко Журавно, нині с-ще, Львівська область — 27 листопада 1984, м. Львів) — український мистецтвознавець, етнограф, колекціонер. Батько Ольги Парути-Вітрук.

## Життєпис
Володимир Вітрук народився 21 липня 1929 року в містечку Журавно, нині селище Журавненської громади Стрийського району Львівської области України.
1952 року закінчив Львівський сільськогосподарський інститут. Працював у Львівському інституті «Укрземпроект».
Займався збиранням та дослідженням творів гуцульських народних майстрів, станкову графіку та живопис, екслібриси, книги.
У приватній колекції зберігав:
- близько 8 тисяч екслібрисів, серед яких роботи (понад 2 тисяч): Миколи Бутовича, Ганни Давидович, Карла Звіринського, Софії Караффи-Корбут, Олени Кульчицької, Михайла Курилича, Ярослави Музики, Георгія Нарбута, Маргарити Старовойт;
- станкову графіку (понад 20 тисяч творів здебільшого належали львівським і київським художникам);
- живопис Василя Кричевського, Осипа Куриласа, Вітольда Манастирського, Олекси Новаківського, Миколи Самокиша, Осипа Сорохтея, Івана Труша та Корнила Устияновича;
- вироби з дерева, шкіри, художніх металів, тканини, жіночі прикраси, кераміка та інші.

Найкращі твори з його збірки експонувалися на виставках у Львові (1968, 1980, 1989). Твори з колекції Вітрука зберігаються у фондах Музею етнографії та художнього промислу, Львівському музеї українського мистецтва та Національному музеї Тараса Шевченка. 
Автор статей і наукових розвідок (зокрема до двотомного «Шевченківського словника»; також про художника Никифора Дровняка). 1969 року у Львові став співавтором проспекту виставки «Львівський книжковий знак. Екслібрис».
Помер 27 листопада 1984 року у Львові. Похований на 21 полі Янівського цвинтаря.